# José Saura
José Saura Celdrán (* 5. Juni 1901 in Cartagena (Spanien); † 8. Juni 1966 in Granollers) war ein spanischer Radrennfahrer und nationaler Meister im Radsport.

## Sportliche Laufbahn
Saura war von 1917 bis 1927 als Berufsfahrer aktiv. Er startete für spanische und italienische Radsportteams.
Die nationale Meisterschaft im Straßenrennen gewann Saura 1922 vor José María Sans. 1926 holte er den Titel erneut, er gewann vor Juan Bautista Llorens. 1920 war er Dritter im Meisterschaftsrennen geworden. Im Eintagesrennen Gran Premio Pascuas 1924 wurde er Dritter.  